# Česká basketbalová liga 1993/1994
1. basketbalová liga 1993/1994 byla nejvyšší mužskou ligovou basketbalovou soutěží v České republice v ročníku 1993/1994. 
V roce 1993 v prvním ročníku české 1. basketbalové ligy mužů hrálo sedm družstev, která byla účastníkem Československé basketbalové ligy 1992/93 a to: USK Praha, BK NH Ostrava, BC Sparta Praha, Bioveta Ivanovice na Hané, BK Nový Jičín, BHC SKP Pardubice, Dukla Olomouc. Pro ročník 1993/1994 byly česká basketbalová liga doplněna na 12 účastníků těmito 5 družstvy: Sokol CHÁN Vyšehrad, Slavia Praha IPS, NKL Ústí nad Labem, BK SČE Děčín, Sokol MONTIK Hradec Králové.

## Konečné pořadí
1. Bioveta COOP Banka Brno (mistr České republiky 1993/1994) – 2. BK TONAK Nový Jičín – 3. BC Sparta Praha – 4. BHC SKP Pardubice – 5. USK Praha – 6. BK NH Ostrava – 7. BKL Ústí n. L – 8. SOKOL Chán Vyšehrad – 9. SK Slavia Praha – 10. BK SČE Děčín – 11. BK Olomouc (sestup z 1. ligy) – 12. SOKOL Hradec Králové (sestup z 1. ligy) 

## Systém soutěže
Z první části soutěže (září – prosinec 1993) byla vyčleněna čtyři družstva startující v soutěži SUPERLIGA (USK Praha, NH Ostrava, BC Sparta Praha, Bioveta COOP Brno). Osm zbývajících družstev odehrálo dvoukolově každý s každým (zápasy doma – venku), každé družstvo odehrálo 14 zápasů. 
Ve druhé části soutěže (leden – únor 1994) do skupiny A1 (o 1. až 8. místo) bylo zařazeno 8 družstev a to 4 družstva ze  SUPERLIGY a družstva na 1. až 4,místě z první části, hrála dvoukolově každý s každým ve dvojicích.
Do skupiny A2 (o 9. až 12. místo) byla zařazena 4 družstva, která v první části se umístila na 5. až 8. místě a ve druhé části hrála čtyřkolově každý s každým ve dvojicích (každé družstvo 12 utkání).
V Play-off v 1. kole nehrála družstva, která ve skupině A1 ve druhé části skončila na 1. až 4. místě. Zapojila se až do druhého kola (čtvrtfinále) play-off. Hrálo se na 3 vítězné zápasy.
Poražená družstva z 1. kola play-off vytvořila skupinu o 9. až 12. místo, každé z nich odehrálo 6 zápasů a poslední dvě družstva sestoupila do 2. ligy basketbalu.

## Výsledky

### Tabulka po první části soutěže
| Poř. | Tým                   | Z  | V  | P  | Skóre     | Body |
| ---- | --------------------- | -- | -- | -- | --------- | ---- |
| 1.   | BC Nový Jičín         | 14 | 12 | 2  | 1306:1022 | 26   |
| 2.   | BHC SKP Pardubice     | 14 | 12 | 2  | 1271:1088 | 26   |
| 3.   | Sokol Chán Vyšehrad   | 14 | 10 | 4  | 1161:1108 | 24   |
| 4.   | BK Olomouc            | 14 | 6  | 8  | 1134:1142 | 20   |
| 5.   | SK Slavia Praha IPS   | 14 | 6  | 8  | 1136:1149 | 20   |
| 6.   | BKL 91 Ústí nad Labem | 14 | 4  | 10 | 1174:1272 | 18   |
| 7.   | BK SČE Děčín          | 14 | 3  | 11 | 1021:1191 | 17   |
| 8.   | Sokol Hradec Králové  | 14 | 3  | 11 | 1086:1317 | 17   |

### Tabulka druhé části soutěže, skupina A1
| Poř. | Tým                     | Z  | V  | P  | Skóre     | Body |
| ---- | ----------------------- | -- | -- | -- | --------- | ---- |
| 1.   | BC Nový Jičín           | 14 | 11 | 3  | 1162:1033 | 25   |
| 2.   | Bioveta COOP Banka Brno | 14 | 11 | 3  | 1228:1064 | 25   |
| 3.   | BC Sparta Praha         | 14 | 11 | 3  | 1255:1122 | 25   |
| 4.   | BHC SKP Pardubice       | 14 | 9  | 5  | 1237:1164 | 23   |
| 5.   | USK Praha               | 14 | 6  | 8  | 1196:1202 | 20   |
| 6.   | Sokol Chán Vyšehrad     | 14 | 5  | 9  | 1221:1320 | 19   |
| 7.   | BK NH Ostrava           | 14 | 3  | 11 | 1131:1209 | 17   |
| 8.   | BK Olomouc              | 14 | 0  | 14 | 966:1294  | 14   |

### Tabulka druhé části soutěže, skupina A2
| Poř. | Tým                   | Z  | V  | P | Skóre    | Body |
| ---- | --------------------- | -- | -- | - | -------- | ---- |
| 9.   | BKL 91 Ústí nad Labem | 12 | 10 | 2 | 1106:987 | 22   |
| 10.  | SK Slavia Praha IPS   | 12 | 6  | 6 | 1043:994 | 18   |
| 11.  | Sokol Hradec Králové  | 12 | 4  | 8 | 954:1025 | 16   |
| 12.  | BK SČE Děčín          | 12 | 4  | 8 | 946:1031 | 16   |

### Konečná tabulka skupina o 9. - 12. místo
| Poř. | Tým                  | Z | V | P | Skóre   | Body |
| ---- | -------------------- | - | - | - | ------- | ---- |
| 9.   | SK Slavia Praha IPS  | 6 | 4 | 2 | 578:521 | 10   |
| 10.  | BK SČE Děčín         | 6 | 4 | 2 | 499:502 | 10   |
| 11.  | BK Olomouc           | 6 | 2 | 4 | 499:519 | 8    |
| 12.  | Sokol Hradec Králové | 6 | 2 | 4 | 510:544 | 8    |

## Play-off
Do vyřazovacích bojů play-off postoupila první čtyři družstva až do 2. kola. Hrálo se na tři vítězná utkání. Zápas o 7. místo na dvě utkání.

### 1. kolo
- (5.) USK Praha – (12.) BK SČE Děčín 3:0 (124:88, 113:89, 109:88)
- (6.) Sokol Chán Vyšehrad –  (11.) Sokol Hradec Králové 3:1 (96:61 80:82 76:57 79:63)
- (7.) BK NH Ostrava – (10.) SK Slavia Praha IPS 3:0 (75:70 108:69	89:79)
- (9.) BKL 91 Ústí nad Labem – (8.) BK Olomouc 3:1 (84:104 86:82 102:92	103:95)

### čtvrtfinále
- Tonak Nový Jičín – BKL 91 Ústí nad Labem 3:0 (83:76	84:66	93:61)
- Bioveta COOP Banka Brno – BK NH Ostrava 3:0 (99:79	103:84	82:79)
- BC Sparta Praha – Sokol Chán Vyšehrad 3:0 (104:88	102:85	115:101)
- BHC SKP Pardubice – USK Praha 3:2 (94:89	75:101	92:89	101:78	88:87)

### Semifinále
- Tonak Nový Jičín – BHC SKP Pardubice 3:1 (100:49	81:58 71:86 82:79)
- Bioveta COOP Banka Brno – BC Sparta Praha 3:0 (94:81 99:79 79:71)

### o 7. místo
- Sokol Chán Vyšehrad – BKL 91 Ústí nad Labem	1:1 (97:69 97:101)

### o 5. místo
- USK Praha – BK NH Ostrava 3:1 (131:101 89:80 74:79	91:78)

### o 3. místo
- BC Sparta Praha – BHC SKP Pardubice 3:2 (91:79 91:96	76:78 93:90 98:84)

### Finále
- Bioveta COOP Banka Brno – Tonak Nový Jičín 3:1 (88:62 65:79 93:57 77:63)